# Nihonogomphus montanus
Nihonogomphus montanus är en trollsländeart som beskrevs av Zhou och Wu 1992. Nihonogomphus montanus ingår i släktet Nihonogomphus och familjen flodtrollsländor. IUCN kategoriserar arten globalt som otillräckligt studerad. Inga underarter finns listade i Catalogue of Life.